# Zagreb Indoors 2010 - Qualificazioni singolare
Le qualificazioni del singolare dello Zagreb Indoors 2010 sono state un torneo di tennis preliminare per accedere alla fase finale della manifestazione. I vincitori dell'ultimo turno sono entrati di diritto nel tabellone principale. In caso di ritiro di uno o più giocatori aventi diritto a questi sono subentrati i lucky loser, ossia i giocatori che hanno perso nell'ultimo turno ma che avevano una classifica più alta rispetto agli altri partecipanti che avevano comunque perso nel turno finale.
Le qualificazioni del PBZ Zagreb Indoors 2010 prevedevano 32 partecipanti di cui 4 accedevano al tabellone principale.

## Teste di serie
1. Stéphane Bohli (primo turno)
2. Marsel İlhan (secondo turno)
3. Michael Lammer (ultimo turno)
4. Ilija Bozoljac (qualificato)

1. Alexandre Sidorenko (qualificato)
2. Ruben Bemelmans (qualificato)
3. Martin Fischer (ultimo turno)
4. Raemon Sluiter (primo turno)

## Qualificati
1. Andreas Vinciguerra
2. Ruben Bemelmans

1. Alexandre Sidorenko
2. Ilija Bozoljac

## Tabellone

### Legenda
| - Q = Qualificato - WC = Wild card - LL = Lucky loser | - ALT = Alternate - SE = Special Exempt - PR = Protected Ranking | - w/o = Walkover - r = Ritirato - d = Squalificato |

### Sezione 1
|  | Primo turno         | Primo turno         | Primo turno         | Primo turno | Primo turno |  |  | Secondo turno       | Secondo turno       | Secondo turno       | Secondo turno   | Secondo turno |   |    | Terzo turno         | Terzo turno         | Terzo turno | Terzo turno | Terzo turno |  |
|  |                     |                     |                     |             |             |  |  |                     |                     |                     |                 |               |   |    |                     |                     |             |             |             |  |
|  |                     | Andreas Vinciguerra | Andreas Vinciguerra | 7           | 7           |  |  |                     |                     |                     |                 |               |   |    |                     |                     |             |             |             |  |
|  | 1                   | Stéphane Bohli      | Stéphane Bohli      | 64          | 5           |  |  | Andreas Vinciguerra | Andreas Vinciguerra | Andreas Vinciguerra | 6               | 6             |   |    |                     |                     |             |             |             |  |
|  | Ivo Klec            | Ivo Klec            | Ivo Klec            | 6           | 1           |  |  | Ivo Klec            | Ivo Klec            | Ivo Klec            | 1               | 2             |   |    |                     |                     |             |             |             |  |
|  | Toni Androić        | Toni Androić        | Toni Androić        | 4           | 0R          |  |  |                     |                     |                     |                 |               |   |    | Andreas Vinciguerra | Andreas Vinciguerra | 6           | 3           | 7           |  |
|  | Cedrik-Marcel Stebe | Cedrik-Marcel Stebe | Cedrik-Marcel Stebe | 6           | 6           |  |  |                     |                     | Yannick Mertens     | Yannick Mertens | 4             | 6 | 64 |                     |                     |             |             |             |  |
|  | Kristijan Mesaros   | Kristijan Mesaros   | Kristijan Mesaros   | 2           | 1           |  |  | Cedrik-Marcel Stebe | Cedrik-Marcel Stebe | 6                   | 4               | 3             |   |    |                     |                     |             |             |             |  |
|  |                     | Yannick Mertens     | Yannick Mertens     | 6           | 6           |  |  | Yannick Mertens     | Yannick Mertens     | 4                   | 6               | 6             |   |    |                     |                     |             |             |             |  |
|  | 8                   | Raemon Sluiter      | Raemon Sluiter      | 3           | 4           |  |  |                     |                     |                     |                 |               |   |    |                     |                     |             |             |             |  |

### Sezione 2
|  | Primo turno     | Primo turno     | Primo turno    | Primo turno | Primo turno |  |  | Secondo turno   | Secondo turno   | Secondo turno   | Secondo turno   | Secondo turno   |   |   | Terzo turno | Terzo turno | Terzo turno | Terzo turno | Terzo turno |  |
|  |                 |                 |                |             |             |  |  |                 |                 |                 |                 |                 |   |   |             |             |             |             |             |  |
|  | 2               | Marsel İlhan    | 64             | 7           | 6           |  |  |                 |                 |                 |                 |                 |   |   |             |             |             |             |             |  |
|  |                 | Alexander Peya  | 7              | 64          | 2           |  |  | Marsel İlhan    | Marsel İlhan    | 7               | 4               | 65              |   |   |             |             |             |             |             |  |
|  | James Ward      | James Ward      | 6              | 3           | 6           |  |  | James Ward      | James Ward      | 64              | 6               | 7               |   |   |             |             |             |             |             |  |
|  | Antonio Lupieri | Antonio Lupieri | 4              | 6           | 3           |  |  |                 |                 |                 |                 |                 |   |   | James Ward  | James Ward  | James Ward  | 63          | 64          |  |
|  | Jerzy Janowicz  | Jerzy Janowicz  | Jerzy Janowicz | 6           | 6           |  |  |                 |                 | Ruben Bemelmans | Ruben Bemelmans | Ruben Bemelmans | 7 | 7 |             |             |             |             |             |  |
|  | Colin Fleming   | Colin Fleming   | Colin Fleming  | 4           | 2           |  |  | Jerzy Janowicz  | Jerzy Janowicz  | Jerzy Janowicz  | 3               | 4               |   |   |             |             |             |             |             |  |
|  | 6               | Ruben Bemelmans | 3              | 7           | 6           |  |  | Ruben Bemelmans | Ruben Bemelmans | Ruben Bemelmans | 6               | 6               |   |   |             |             |             |             |             |  |
|  |                 | Simon Stadler   | 6              | 5           | 0           |  |  |                 |                 |                 |                 |                 |   |   |             |             |             |             |             |  |

### Sezione 3
|  | Primo turno   | Primo turno         | Primo turno    | Primo turno | Primo turno |  |  | Secondo turno       | Secondo turno       | Secondo turno       | Secondo turno       | Secondo turno       |   |   | Terzo turno    | Terzo turno    | Terzo turno    | Terzo turno | Terzo turno |  |
|  |               |                     |                |             |             |  |  |                     |                     |                     |                     |                     |   |   |                |                |                |             |             |  |
|  | 3             | Michael Lammer      | Michael Lammer | 6           | 6           |  |  |                     |                     |                     |                     |                     |   |   |                |                |                |             |             |  |
|  |               | Jan Minar           | Jan Minar      | 4           | 3           |  |  | Michael Lammer      | Michael Lammer      | Michael Lammer      | 6                   | 6                   |   |   |                |                |                |             |             |  |
|  | Ante Pavić    | Ante Pavić          | Ante Pavić     | 6           | 7           |  |  | Ante Pavić          | Ante Pavić          | Ante Pavić          | 2                   | 1                   |   |   |                |                |                |             |             |  |
|  | Dušan Lajović | Dušan Lajović       | Dušan Lajović  | 1           | 5           |  |  |                     |                     |                     |                     |                     |   |   | Michael Lammer | Michael Lammer | Michael Lammer | 62          | 3           |  |
|  | Robin Haase   | Robin Haase         | Robin Haase    | 6           | 7           |  |  |                     |                     | Alexandre Sidorenko | Alexandre Sidorenko | Alexandre Sidorenko | 7 | 6 |                |                |                |             |             |  |
|  | Josko Topic   | Josko Topic         | Josko Topic    | 4           | 67          |  |  | Robin Haase         | Robin Haase         | Robin Haase         | 4                   | 4                   |   |   |                |                |                |             |             |  |
|  | 5             | Alexandre Sidorenko | 6              | 1           | 6           |  |  | Alexandre Sidorenko | Alexandre Sidorenko | Alexandre Sidorenko | 6                   | 6                   |   |   |                |                |                |             |             |  |
|  |               | Björn Rehnquist     | 3              | 6           | 1           |  |  |                     |                     |                     |                     |                     |   |   |                |                |                |             |             |  |

### Sezione 4
|  | Primo turno      | Primo turno      | Primo turno    | Primo turno | Primo turno |  |  | Secondo turno  | Secondo turno  | Secondo turno  | Secondo turno  | Secondo turno  |   |      | Terzo turno    | Terzo turno    | Terzo turno    | Terzo turno | Terzo turno |  |
|  |                  |                  |                |             |             |  |  |                |                |                |                |                |   |      |                |                |                |             |             |  |
|  | 4                | Ilija Bozoljac   | Ilija Bozoljac | 6           | 6           |  |  |                |                |                |                |                |   |      |                |                |                |             |             |  |
|  |                  | Franco Skugor    | Franco Skugor  | 4           | 3           |  |  | Ilija Bozoljac | Ilija Bozoljac | Ilija Bozoljac | 6              | 7              |   |      |                |                |                |             |             |  |
|  | Philipp Oswald   | Philipp Oswald   | 2              | 6           | 6           |  |  | Philipp Oswald | Philipp Oswald | Philipp Oswald | 1              | 5              |   |      |                |                |                |             |             |  |
|  | Andrea Arnaboldi | Andrea Arnaboldi | 6              | 3           | 3           |  |  |                |                |                |                |                |   |      | Ilija Bozoljac | Ilija Bozoljac | Ilija Bozoljac | 6           | 7           |  |
|  | Takao Suzuki     | Takao Suzuki     | Takao Suzuki   | 7           | 6           |  |  |                |                | Martin Fischer | Martin Fischer | Martin Fischer | 4 | 6(1) |                |                |                |             |             |  |
|  | Antonio Šančić   | Antonio Šančić   | Antonio Šančić | 6           | 2           |  |  | Takao Suzuki   | Takao Suzuki   | 2              | 7              | 2              |   |      |                |                |                |             |             |  |
|  | 7                | Martin Fischer   | Martin Fischer | 6           | 6           |  |  | Martin Fischer | Martin Fischer | 6              | 610            | 6              |   |      |                |                |                |             |             |  |
|  |                  | Ivan Turudic     | Ivan Turudic   | 3           | 2           |  |  |                |                |                |                |                |   |      |                |                |                |             |             |  |